# Neenah (condado de Winnebago, Wisconsin)
Neenah es un pueblo ubicado en el condado de Winnebago en el estado estadounidense de Wisconsin. En el Censo de 2010 tenía una población de 3.237 habitantes y una densidad poblacional de 70 personas por km².

## Geografía
Neenah se encuentra ubicado en las coordenadas 44°9′22″N 88°26′34″O / 44.15611, -88.44278. Según la Oficina del Censo de los Estados Unidos, Neenah tiene una superficie total de 46.24 km², de la cual 20.57 km² corresponden a tierra firme y (55.51%) 25.67 km² es agua.

## Demografía
Según el censo de 2010, había 3.237 personas residiendo en Neenah. La densidad de población era de 70 hab./km². De los 3.237 habitantes, Neenah estaba compuesto por el 97.28% blancos, el 0.37% eran afroamericanos, el 0.37% eran amerindios, el 1.14% eran asiáticos, el 0.03% eran isleños del Pacífico, el 0.25% eran de otras razas y el 0.56% pertenecían a dos o más razas. Del total de la población el 1.54% eran hispanos o latinos de cualquier raza.